# شنا در مسابقات جهانی ورزش‌های آبی ۲۰۰۷
شنا یکی از رشته‌های ورزشی مسابقات جهانی ورزش‌های آبی ۲۰۰۷ بوده است.

## جدول مدال‌ها
میزبان 
| رتبه  | کشور                | طلا | نقره | برنز | مجموع |
| ۱     | ایالات متحده آمریکا | ۲۰  | ۱۳   | ۳    | ۳۶    |
| ۲     | استرالیا            | ۹   | ۷    | ۵    | ۲۱    |
| ۳     | فرانسه              | ۲   | ۲    | ۲    | ۶     |
| ۴     | لهستان              | ۲   | ۱    | ۱    | ۴     |
| ۵     | آفریقای جنوبی       | ۲   | ۰    | ۱    | ۳     |
| ۶     | ژاپن                | ۱   | ۲    | ۴    | ۷     |
| ۷     | ایتالیا             | ۱   | ۱    | ۴    | ۶     |
| ۸     | سوئد                | ۱   | ۱    | ۱    | ۳     |
| ۹     | کانادا              | ۱   | -    | ۱    | ۲     |
| ۹     | کره جنوبی           | ۱   | -    | ۱    | ۲     |
| ۹     | اوکراین             | ۱   | -    | ۱    | ۲     |
| ۱۲    | آلمان               | -   | ۳    | ۱    | ۴     |
| ۱۳    | هلند                | -   | ۲    | ۳    | ۵     |
| ۱۳    | روسیه               | -   | ۲    | ۳    | ۵     |
| ۱۵    | زیمبابوه            | -   | ۲    | -    | ۲     |
| ۱۶    | بریتانیا            | -   | ۱    | ۳    | ۴     |
| ۱۷    | چین                 | -   | ۱    | ۱    | ۲     |
| ۱۸    | بلاروس              | -   | ۱    | -    | ۱     |
| ۱۸    | سوئیس               | -   | ۱    | -    | ۱     |
| ۲۰    | اتریش               | -   | -    | ۱    | ۱     |
| ۲۰    | دانمارک             | -   | -    | ۱    | ۱     |
| ۲۰    | مجارستان            | -   | -    | ۱    | ۱     |
| ۲۰    | ونزوئلا             | -   | -    | ۱    | ۱     |
| مجموع | مجموع               | ۴۱  | ۴۰   | ۳۹   | ۱۲۰   |